# Neuracanthus niveus
Neuracanthus niveus är en akantusväxtart som beskrevs av Spencer Le Marchant Moore. Neuracanthus niveus ingår i släktet Neuracanthus och familjen akantusväxter. Inga underarter finns listade i Catalogue of Life.